# Pacto de sangre (serie de televisión)
Pacto de sangre es una serie de televisión por internet mexicana de drama criminal producida por BTF Media para TelevisaUnivision en el 2023. La serie está basada en la telenovela chilena homónima de 2018 escrita por Pablo Ávila y Felipe Montero. Se lanzó a través de Vix el 10 de noviembre de 2023.
Está protagonizada por Alejandro Nones, Bárbara de Regil, Luis Ernesto Franco, Marco de la O y Flavio Medina.

## Reparto

### Principales
- Alejandro Nones como Benjamín
- Bárbara de Regil como Tamara
- Luis Ernesto Franco como Marco
- Marco de la O como Gabriel
- Erika de la Rosa como Miranda
- Juana Arias como Ana
- Tania Lizardo como Julieta
- Flavio Medina como Rubén

### Recurrentes e invitados especiales
- Aldo Gallardo como Fernando
- Aldo Escalante como Alonso
- Regina Nava como Sofía
- José Peralta como Ignacio
- Giovanna Utrilla como Daniela Solís
- Mayra Rojas como Carmen Solís
- Shaula Vega como Directora
- Thanya Lopez como Melanie
- Juan Carlos Martin del Campo
- Carlos Hendrick como Leo

## Episodios
| N.º | Título                     | Fecha de lanzamiento original |
| --- | -------------------------- | ----------------------------- |
| 1   | «Paraíso perdido»          | 10 de noviembre de 2023       |
| 2   | «La piezas se mueven»      | 10 de noviembre de 2023       |
| 3   | «Mentiras y confesiones»   | 10 de noviembre de 2023       |
| 4   | «El precio de la verdad»   | 17 de noviembre de 2023       |
| 5   | «Amores quebrados»         | 17 de noviembre de 2023       |
| 6   | «La grieta se profundiza»  | 24 de noviembre de 2023       |
| 7   | «Tormenta en el horizonte» | 24 de noviembre de 2023       |
| 8   | «Desintegración»           | 1 de diciembre de 2023        |
| 9   | «Tumbas vacías»            | 1 de diciembre de 2023        |
| 10  | «Mirando el abismo»        | 8 de diciembre de 2023        |

## Producción
En enero de 2023, se reportó que el rodaje de la serie había comenzado. La serie fue anunciada oficialmente por TelevisaUnivision el 30 de marzo de 2023, y el reparto se dio a conocer el mismo día. El 19 de octubre de 2023 se publicó un tráiler de la serie.